# Deatsville
Deatsville is een plaats (town) in de Amerikaanse staat Alabama, en valt bestuurlijk gezien onder Elmore County.

## Demografie
Bij de volkstelling in 2000 werd het aantal inwoners vastgesteld op 340.
In 2006 is het aantal inwoners door het United States Census Bureau geschat op 366, een stijging van 26 (7,6%).

## Geografie
Volgens het United States Census Bureau beslaat de plaats een oppervlakte van
12,1 km², waarvan 12,0 km² land en 0,1 km² water. Deatsville ligt op ongeveer 98 m boven zeeniveau.

## Plaatsen in de nabije omgeving
De onderstaande figuur toont de plaatsen in een straal van 24 km rond Deatsville.